# 이신화
이신화는 대한민국의 드라마 작가다.

## 생애
EBS 지식채널e팀에서 구성 작가를 맡았고, 2016년 하반기 MBC 드라마 극본 공모 미니시리즈 부분 최종 당선작에 선정되면서 드라마 작가로 데뷔했다. 2019년 방영된 스토브리그의 극작가로 화제를 모았다. 2020년부터 바람픽쳐스에 소속되어 있다.

## 주요 작품
| 연도 | 제목       | 방송사 | 유형 | 연출   | 비고      |
| ---- | ---------- | ------ | ---- | ------ | --------- |
| 2019 | 스토브리그 | SBS    | 금토 | 정동윤 | 첫 집필작 |

## 수상 및 후보
| 연도 | 시상식                | 부문          | 작품       | 결과 |
| ---- | --------------------- | ------------- | ---------- | ---- |
| 2020 | 제56회 백상예술대상   | TV부문 극본상 | 스토브리그 | 후보 |
| 2020 | 제 7회 APAN스타어워즈 | 작가상        | 스토브리그 | 수상 |